# Calcinare (Fosso)
Il Fosso delle Calcinare è un affluente del Torrente Rivo, nasce nei monti Martani e scorre interamente del comune di Terni

## Descrizione
La sua lunghezza è di circa 5,8 km. La sorgente si trova vicino al Monte Torricella. Il torrente prosegue il suo corso nella sua piccola valle, difficilmente ha acqua a meno di forti piogge ed è spesso asciutto. Giunto in prossimità di Terni, attraversa il quartiere di Borgo Rivo e sfocia poi nel Torrente Rivo.
E il principale affluente del Torrente Rivo che ha sua volta è un affluente del fiume Nera.